# Gəncə-Stadtstadion
Das Gəncə-Stadtstadion ist ein Fußballstadion in Gəncə in Aserbaidschan. Es hat eine Kapazität von 26.120 Zuschauern. In der Saison 2016/17 der Premyer Liqası hatte der PFK Kəpəz den höchsten Schnitt an Zuschauern, pro Spiel 8.096.
Im Sommer 2017 wurde das Spielfeld des Stadions erneuert, die Arbeiten waren im Oktober des Jahres beendet.